# جغرافیای کوبا

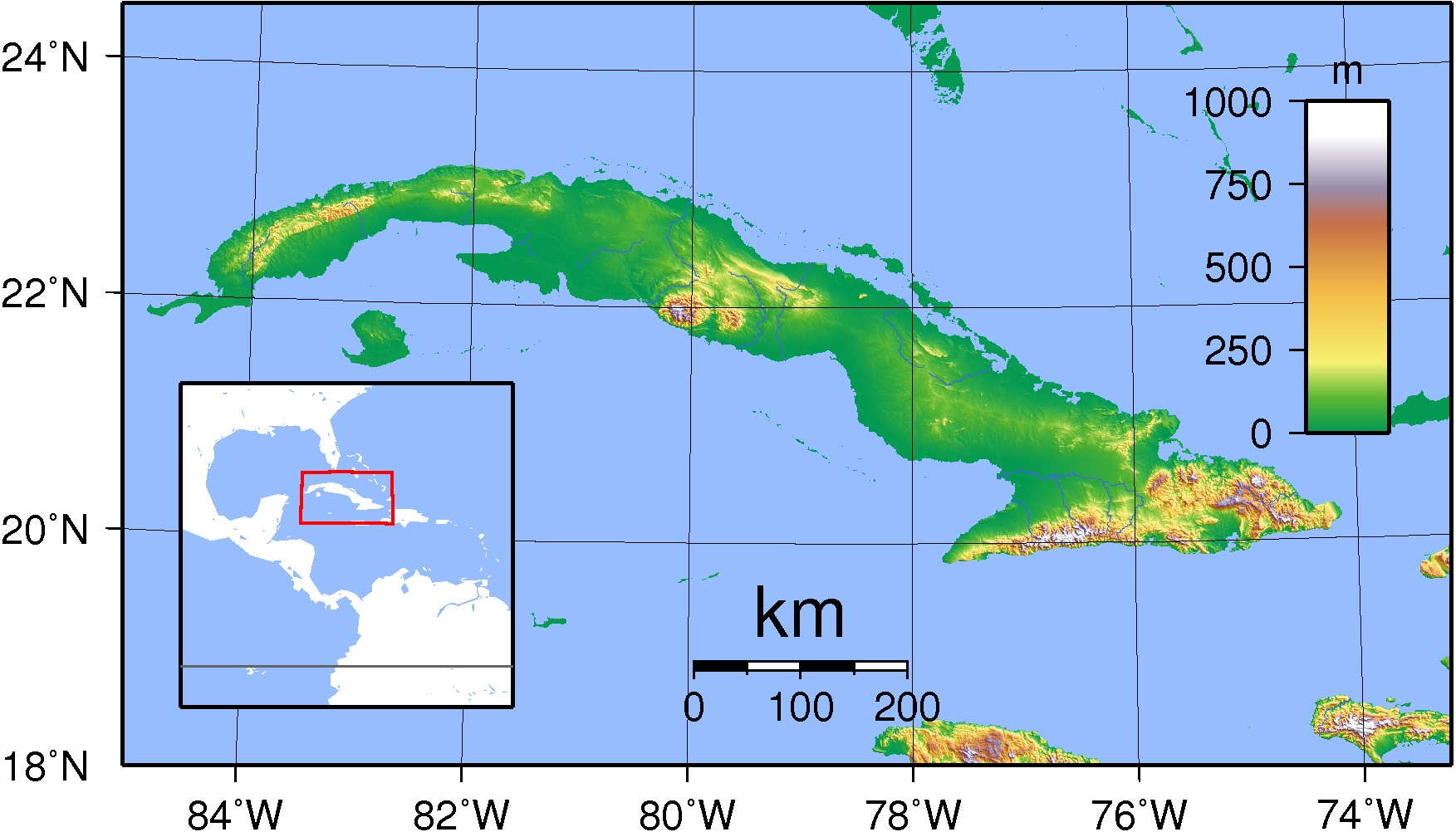
نقشه ناهمواری‌های کوبا.

کوبا یک کشور جزیره‌ای در دریای کارائیب است. مساحت قسمت خشکی کوبا ۱۰۹٬۸۸۴ کیلومتر مربع (۴۲۴۲۶ مایل مربع) است. مساحت کلی آن یعنی خشکی‌ها به اضافه آب‌های ساحلی و سرزمینی ۱۱۰۸۶۰ کیلومتر مربع (۴۲۸۰۰ مایل مربع) است. کوبا با این حساب هشتمین کشور جزیره‌ای بزرگ در جهان است.
جزیره اصلی کوبا ۵٬۷۴۶ کیلومتر خط ساحلی و ۲۸٫۵ کیلومتر مرز زمینی دارد. تنها مرز زمینی آن در خلیج گوانتانامو است، جایی که پایگاه دریایی گوانتانامو نیروی دریایی ایالات متحده واقع شده‌است.
کوبا در غرب اقیانوس اطلس شمالی، شرق خلیج مکزیک، جنوب تنگه فلوریدا، شمال غرب آبراهه بادگیر و شمال شرقی تنگه یوکاتان قرار دارد. جزیره اصلی که جزیره کوبا نامیده می‌شود با ۱۰۴٬۵۵۶ کیلومترمربع بیشتر مساحت کشور را به خود اختصاص داده‌است. این جزیره ۱۲۵۰ کیلومتر طول و در پهن‌ترین قسمت خود ۱۹۱ کیلومتر عرض دارد. عرض آن در باریکترین قسمت تنها ۳۱ کیلومتر است.
بزرگترین جزیره خارج از جزیره اصلی کوبا ایسلا د لا خوبنتود است که در جنوب غرب کوبا جای گرفته و مساحتی برابر با ۲۲۰۰ کیلومتر مربع (۸۵۰ متر مربع) دارد.
در دریای پیرامون و خلیج‌های کوبا بیش از ۴۰۰۰ جزیره و جزیرک وجود دارد. ساحل جنوبی شامل مجمع‌الجزایری مانند خاردینس دلا رینا و کانارئوس است. ساحل شمال شرقی توسط مجمع‌الجزایر سابانا-کاماگوی پوشانده شده‌است، که شامل خاردینس دل ری است و از تقریباً ۲٬۵۱۷ جزیرک و جزیره تشکیل شده‌است. مجمع‌الجزایر کلرادوس در سواحل شمال غربی جای گرفته‌است.
هاوانا بزرگترین شهر و پایتخت است. شهرهای بزرگ دیگر شامل سانتیاگو د کوبا و کاماگوی است. از شهرهای کوچکتر معروف می‌توان باراکوآ را نام برد که اولین شهرک اسپانیایی در کوبا بود و ترینیداد که در فهرست میراث جهانی یونسکو است و شهر بایامو.

## جغرافیای طبیعی
زمین‌های کشور کوبا عمدتاً مسطح یا دشت‌های ناهموار است که در جنوب شرق شکل تپه‌های سخت‌گذر و کوهستان به خود می‌گیرند. پست‌ترین نقطه کشور کناره دریای کارائیب با ارتفاع صفر متر از سطح دریا و بلندترین نقطه کشور پیکو تورکوینو با ارتفاع ۱٬۹۷۴ متر است. پیکو تورکوینو بخشی از رشته‌کوه سیرا ماسترا، واقع در جنوب شرق جزیره است.
سایر رشته‌کوه‌ها عبارتند از سیرا کریستال در جنوب شرق، کوه‌های اسکامبرای در مرکز جزیره و سیرا دل روساریو در شمال غرب. در منطقه ساحلی کوبا سواحل ماسه‌ای سفید (قابل توجه‌ترین آنها در وارادرو)، و همچنین جنگل‌های حرا و مرداب یافت می‌شود.
بزرگترین تالاب کشور مرداب زاپاتا است با بیش از ۴۵۲۰ کیلومتر مربع مساحت. مساحت دریاچه‌های داخل کشور کوبا ناچیز است. مخزن دست‌ساز زازا، با مساحت ۱۱۳٫۵ کیلومترمربع، بزرگترین پهنه آبی داخلی در این کشور است.

## منابع طبیعی

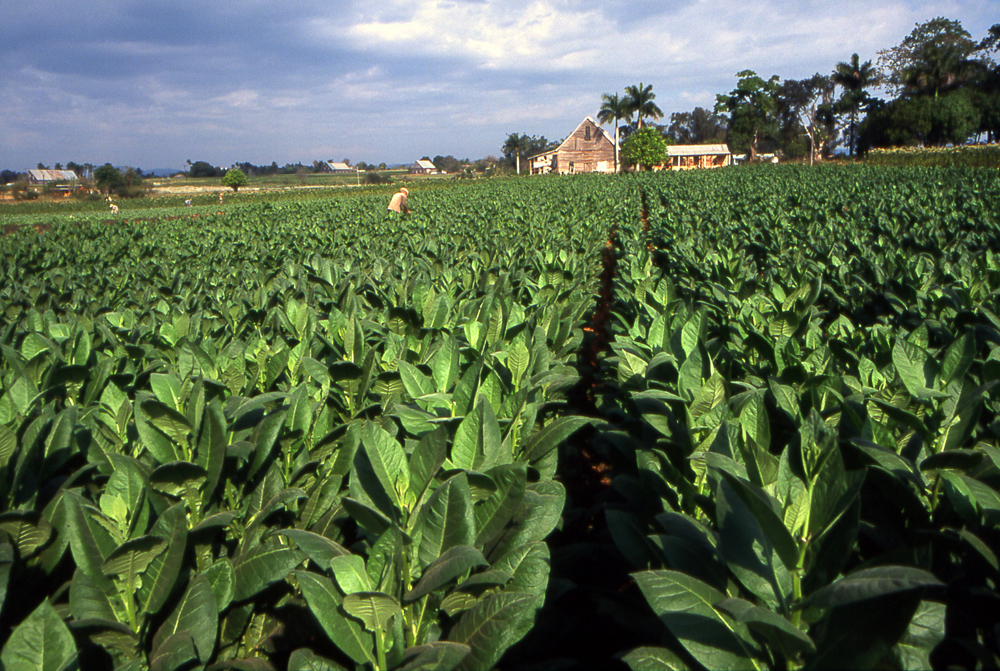
یک مزرعه در کشور کوبا